# François Sasseville (acteur)
Pour les articles homonymes, voir François Sasseville.
François Sasseville, né le 7 octobre 1971 à Montréal, est un acteur québécois spécialisé dans le doublage. Il est notamment la voix québécoise régulière de Toby Jones, Steve Buscemi, John Michael Higgins, Sharlto Copley, David Spade et Adrien Brody.

## Doublage
La liste indique les titres québécois

### Cinéma

#### Longs métrages
- Toby Jones dans :
  - Harry Potter et la Chambre des secrets (2002) : Dobby (voix)
  - La grâce du ciel (2006) : William, Duc de Clarence
  - Brume (2007) : Ollie Weeks
  - La Cité de l'ombre (2008) : Barton Snode
  - Frost/Nixon : L'Heure de vérité (2008) : Swifty Lazar
  - Harry Potter et les Reliques de la Mort, partie 1 (2010) : Dobby (voix)
  - Son Altesse (2011) : Julie
  - Capitaine America : Le Premier Vengeur (2011) : Dr Arnim Zola
  - Hunger Games: Le Film (2012) : Claudius Templesmith
  - Les Voyants Rouges (2012) : Dr Shackleton
  - Blanche-Neige et le Chasseur (2012) : Coll
  - Hunger Games : L'Embrasement (2013) : Claudius Templesmith
  - Capitaine America : Le Soldat de l'hiver (2014) : Dr Arnim Zola
  - Opération Anthropoid (2016) : Jan Zelenka-Hajský
  - Blonde atomique (2017) : Eric Gray
  - Monde jurassique : Le Royaume déchu (2018) : Gunnar Eversol

- Steve Buscemi dans :
  - Fiction Pulpeuse (1994) : Buddy Holly
  - Le Chanteur de noces (1998) : David "Dave" Veltri
  - 28 Jours (2000) : Cornell Shaw
  - Armageddon (1998) : Rockhound
  - Espions en herbe 2 : L'Île des rêves envolés (2002) : Romero
  - Espions en herbe 3D: Fin du jeu (2003): Romero
  - Mission-G (2009) : Bucky
  - Le Petit Monde de Charlotte (2006) : Templeton le rat
  - Le Messager (2009) : Dale Martin
  - Ados en révolte (2010) : George Twisp
  - L'Incroyable Burt Wonderstone (2013) : Anton Lovecraft
  - Un cordonnier bien chaussé (2014) : Jimmy

- John Michael Higgins dans :
  - Le clou du spectacle (2000) : Scott Donlan
  - La Rupture (2006) : Richard Meyers
  - Le Frère Noël (2007) : Willy
  - Monsieur Oui (2008) : Nick
  - La Vérité toute crue (2009) : Larry
  - Sale Prof (2011) : Principal Wally Snur
  - La Note parfaite (2012) : John Smith
  - La Note parfaite 2 (2015) : John Smith
  - La Note parfaite 3 (2017) : John Smith

- Vincent D'Onofrio dans :
  - Le Treizième Étage (1999) : Jason Whitney / Jerry Ashton
  - La Cellule (2000) : Carl Rudolph Stargher
  - Sinistre (2012) : le professeur Jonas
  - Le Tombeau (2013) : Lester Clark
  - Le Juge (2014) : Glen Palmer
  - Monde jurassique (2015) : Vic Hoskins
  - Les Sept Mercenaires (2016) : Jack Horne
  - Un justicier dans la ville (2018) : Frank Kersey

- David Spade dans :
  - Le Courage d'un con (1995) : Richard Hayden
  - Le Mouton noir (1996) : Steve Dodds
  - 8 Têtes dans un sac (1997) : Ernie
  - Dickie Roberts : Ex-enfant star (2003) : Dickie Roberts
  - Les Benchwarmers : Ça chauffe sur le banc (2006) : Richie
  - Grandes Personnes (2010) : Marcus Higgins
  - Grandes personnes 2 (2013) : Marcus Higgins

- Simon McBurney dans :
  - Eisenstein (2000) : Sergueï Eisenstein
  - Le Candidat mandchou (2004) : Atticus Noyle
  - Une vie de mensonges (2008) : Garland
  - La Théorie de l'Univers (2014) : Frank Hawking
  - Mission: Impossible – La Nation Rogue (2015) : Atlee
  - La Conjuration 2 (2016) : Maurice Grosse

- Adrien Brody dans :
  - La Camisole de force (2005) : Jack Starks
  - Hollywoodland (2006) : Louis Simo
  - Les Frères Bloom (2009) : Bloom
  - Nouvelle Espèce (2010) : Clive Nicoli
  - Brisé (2011) : l'Homme

- Sharlto Copley dans :
  - District 9 (2009) : Wikus Van de Merwe
  - L'Agence tous risques (2010) : le capitaine H. M. Murdock, dit « Looping »
  - Maléfique (2014) : le roi Stéphane
  - Hostiles et armés (2016) : Vernon
  - La Rançon (2018) : Mitch Rusk

- Michael Jeter dans :
  - Tobby : Le Joueur étoile (1997) : Norman "Norm" F. Snively / Clown
  - La Ligne verte (1999) : Édouard Delacroix
  - Le Don (2001) : Gerald Weems
  - L'Ouest sauvage (2003) : Percy

- Paul Giamatti dans :
  - Négociateur (1998) : Rudy Timmons
  - Chez Big Momma (2000) : John
  - La Paye (2003) : Shorty
  - Duplicité (2009) : Richard « Dick » Garsik

- Rhys Ifans dans :
  - Les Remplaçants (2000) : Nigel Cruff
  - Nœuds et dénouements (2001) : Beaufield Nutbeem
  - L’Extraordinaire Spider-Man (2012) : Dr Curt Connors / le Lézard
  - Spider-Man : Sans retour (2021) : Dr Curt Connors / le Lézard

- Josh Pais dans :
  - Une si belle famille (2003) : Barney
  - Escrocs en herbe (2009) : Ken Feinman
  - La Guerre des Broncos (2010) : Todd Keefe
  - Célibataires... ou presque (2014) : Fred

- Crispin Glover dans :
  - Willard (2003) : Willard Stiles
  - Le Spa à remonter dans le temps (2010) : Phil
  - Le Porteur (2014) : Ned
  - Jour de chance (2019) : Luc Chaltiel

- Jesse McCartney dans : 
  - Alvin et les Chipmunks (2007) : Theodore (voix)
  - Alvin et les Chipmunks : La suite (2009) : Theodore (voix)
  - Alvin et les Chipmunks : Les Naufragés (2011) : Theodore (voix)
  - Alvin et les Chipmunks : Sur la route ! (2015) : Theodore (voix)

- Anthony Daniels dans :
  - Star Wars, épisode VII : Le Réveil de la Force (2015) : C-3PO
  - Rogue One : Une histoire de Star Wars (2016) : C-3PO
  - Star Wars, épisode VIII : Les Derniers Jedi (2017) : C-3PO
  - Star Wars, épisode IX : L'Ascension de Skywalker (2019) : C-3PO

- Doug E. Doug dans :
  - La Grande Classe (1992) : Popsicle
  - Opération Dumbo Drop (1995) : Sp4 Harvey Ashford

- Mark Dacascos dans :
  - Double Dragon (1994) : Jimmy Lee
  - Sabotage (1996) : Michael Bishop

- Andy Dick dans :
  - En avant, les recrues ! (1994) : Jack Kaufman
  - L'employé du mois (2006) : Lon

- Aidan Gillen dans :
  - Un Cercle d'Amis (1995) : Aidan Lynch
  - Blitz (2011) : Barry Weiss / Blitz

- Steve Coogan dans :
  - Un Indien dans le Placard (1995) : Tommy Atkins
  - Stan et Ollie (2018) : Stan Laurel

- Zak Orth dans :
  - Le Pot aux Roses (1997) : Mike
  - Entre elles et lui (2005) : Randall

- Alan Cumming dans :
  - Romy et Michelle : Les Reines de la soirée (1997) : Sandy Frink
  - Burlesque (2010) : Alexis

- Chris Elliott dans :
  - Marie a un je-ne-sais-quoi (1998) : Woogie
  - Osmosis Jones (2001) : Bob

- Chris Owen dans :
  - Folies de graduation (1999) : Chuck Sherman
  - Folies de graduation 2 (2001) : Chuck Sherman

- Allen Covert dans :
  - Le Petit Nicky (2000) : Todd
  - Les 50 Premiers Rendez-vous (2004) : Tom « 10 secondes »

- Dave Sheridan dans :
  - Film de peur (2000) : agent Doofy Gilmore
  - Plein gaz (2008) : Bobby Jo

- Seann William Scott dans :
  - Jay et Bob contre-attaquent (2001) : Brent Seann
  - Hors-jeu : Une histoire de tennis (2009) : Gary Houseman

- Rob LaBelle dans :
  - Mis en Boîte (2002) : Sheldon Kasner
  - Amour sous influence (2009) : Camden

- Tate Donovan dans :
  - Bonsoir et Bonne Chance (2005) : Jesse Zousmer
  - Nancy Drew (2007) : Carson Drew

- James Ransone dans :
  - L'Informateur (2006) : Steve-O
  - Emprise sur la ville (2013) : Todd Lancaster

- Michael Sheen dans :
  - Le Diamant de sang (2006) : Rupert Simmons
  - Le Voyage du Docteur Dolittle (2020) : Dr Blair Mudfly

- Denis O'Hare dans :
  - Michael Clayton (2007) : M. Greer
  - L'art du crime (The Postcard Killings) (2020) : Simon

- Kevin McNally dans :
  - Pirates des Caraïbes : La Fontaine de Jouvence (2011) : Joshamee Gibbs
  - Le corbeau (2012) : Maddux

- Jonny Coyne dans :
  - Escouade Gangster (2013) : Grimes
  - Opération Beyrouth (2018) : Bernard Teppler

- Peter Capaldi dans :
  - Le Cinquième Pouvoir (2013) : Alan Rusbridger
  - L'Escadron Suicide : La Mission (2021) : Gaius Grieves / le Penseur

- Martin Freeman dans :
  - Capitaine America : La Guerre civile (2016) : Everett K. Ross
  - Panthère noire (2018) : Everett K. Ross

- Rhys Darby dans :
  - Jumanji : Bienvenue dans la jungle (2017) : Nigel Billingsly
  - Jumanji : Le Prochain Niveau (2019) : Nigel Billingsly

- Colin Moody dans :
  - Pierre Lapin (2018) : Jeannot Lapin (voix)
  - Pierre Lapin 2 : Le Fugueur (2021) : Jeannot Lapin (voix)

- 1986 : Opération Condor 2 : Le Bouclier Des Dieux : Alan (Alan Tam)
- 1992 : Le Retour de Batman : le journaliste agressif (Erik Oñate)
- 1992 : Doublement vôtre : Grincheux (Teddy Robin)
- 1993 : Robin des Bois : Héros en collants : Atchoo (Dave Chappelle)
- 1993 : Les Ombres du cœur : Peter Whistler (James Frain)
- 1993 : Kelly l'intrépide : Ernie (Martin Ferrero)
- 1994 : 8 Secondes : Tuff Hedeman (Stephen Baldwin)
- 1995 : L'Amour fou : Eric (Matthew Lillard)
- 1995 : Le Premier Chevalier : Pierre, le palefrenier du Roi (Stuart Bunce)
- 1995 : Power Rangers, le film : William « Billy » Cranston, le ninja Ranger bleu (David Yost)
- 1995 : La Folle Excursion de National Lampoon : Reggie Barry (Rob Moore)
- 1996 : Star Trek : Premier Contact : le lieutenant Reginald Barclay (Dwight Schultz)
- 1996 : Retour au bercail 2 : Perdus à San Francisco : Blando (Stephen Tobolowsky) (voix)
- 1996 : Le Mercenaire : Joe Monday (William Sanderson)
- 1996 : Vengeance froide : Jerry Falgout (Tuck Milligan)
- 1996 : Roméo + Juliet de William Shakespeare : Balthasar (Jesse Bradford)
- 1996 : Célibataires et en cavale : Sue (Patrick Van Horn)
- 1997 : Minuit dans le jardin du bien et du mal : Lady Chablis Deveau (elle-même)
- 1997 : À la conquête d'Amy : Hooper X (Dwight Ewell)
- 1997 : Le Facteur : John Stephens / Ford Lincoln Mercury (Larenz Tate)
- 1997 : Le Pacte du Silence : Ray Bronson (Freddie Prinze Jr.)
- 1997 : Le Loup-garou de Paris : Brad (Vince Vieluf)
- 1998 : La Mince Ligne rouge : Soldat Jason Ash (Thomas Jane)
- 1998 : Émergence des Profondeurs : Joey « Tooch » Pantucci (Kevin J. O'Connor)
- 1999 : Petit Stuart : Red (David Alan Grier) (voix)
- 1999 : Les Héros du dimanche : Luther « Shark » Lavay II #58 (Lawrence Taylor)
- 1999 : L'Œuvre de Dieu, la Part du Diable : Muddy (K. Todd Freeman)
- 1999 : Les Vagabondes : Mr Cummings (Michael J. Pollard)
- 1999 : Friends and Lovers : Dave (Danny Nucci)
- 2000 : Frissons 3 : Dwight Riley (David Arquette)
- 2000 : Moi, moi-même et Irène : Casper / Blanche-Neige (Michael Bowman)
- 2000 : Tobby 3 : Le Chien étoile : Brad (Scott Watson)
- 2000 : À propos d'Adam : Simon (Tommy Tiernan)
- 2001 : La Chute du faucon noir : le sergent Ed Yurek (Tom Guiry (en))
- 2001 : Moulin Rouge : le duc de Monroth (Richard Roxburgh)
- 2001 : Rapides et Dangereux : Jesse (Chad Lindberg)
- 2001 : Le Journal d'une princesse : M. Robutusen (Patrick Richwood)
- 2001 : Va te faire voir Freddy : Gord Brody (Tom Green)
- 2001 : Soirée d'Anniversaire : Jerry Adams (John Benjamin Hickey)
- 2001 : Course folle : Zack Mallozzi (Wayne Knight)
- 2001 : Coup monté : Gene (Wallace Shawn)
- 2002 : 40 jours et 40 nuits : Duncan (Paul Jarrad)
- 2002 : Dupli-Kate : Henry (Desmond Askew)
- 2002 : Encore un drôle de vendredi : Money Mike (Katt Williams)
- 2003 : Ma vie sans moi : le Docteur Thompson (Julian Richings)
- 2003 : Terminator 3 : La Guerre des machines : l'ingénieur en chef (Chopper Bernet)
- 2003 : Il était une fois au Mexique : Nicholas (Julio Oscar Mechoso)
- 2003 : Inspecteur Gadget 2 : Brick (James Wardlaw)
- 2003 : Viens voir papa ! : Scooter (Martin Starr)
- 2003 : Le Manoir hanté : Mr. Silverman (Steve Hytner)
- 2003 : Les Vieux Lions : Ralph (Michael O'Neill)
- 2003 : Alexandra's Project : Rodney (Geoff Revell)
- 2004 : Le Punisher : Les Liens du Sang : Mickey Duka (Eddie Jemison)
- 2004 : Le Tour du monde en quatre-vingts jours : Inspecteur Fix (Ewen Bremner)
- 2004 : Ella l'ensorcelée : Slannen (Aidan McArdle)
- 2004 : Les Femmes de Stepford : Jerry Harmon (David Marshall Grant)
- 2004 : Ballon-chasseur : une vraie histoire de sous-estimés : Owen (Joel David Moore)
- 2004 : Cody Banks, agent secret 2 : Destination Londres : Neville Trubshaw (Paul Kaye)
- 2004 : L'Exorciste : Le Commencement : Chuma (Andrew French)
- 2005 : Le Fils du Masque : le Docteur Arthur Neuman (Ben Stein)
- 2005 : La Coccinelle : Tout équipée : Larry Murphy (Thomas Lennon)
- 2005 : Doom : Marcus « Pinky » Pinzerowski (Dexter Fletcher)
- 2005 : Le Grand Blanc : Gary (Tim Blake Nelson)
- 2006 : Le Code Da Vinci : contrôleur aérien (Denis Podalydès)
- 2006 : La Nuit des Moutons : Brash (Ian Harcourt)
- 2006 : Un nom pour un autre : Nikhil "Gogol" Ganguli (Kal Penn)
- 2006 : Sur les traces du Père Noël 3 : La Clause Force Majeure : Jack Frost (Martin Short)
- 2006 : Les Mots d'Akeelah : M. Welch (Curtis Armstrong)
- 2006 : Question à 10 : Josh (Simon Woods)
- 2006 : VR : Laird (Richard Ian Cox)
- 2006 : L'Académie des Losers : Eli (Todd Louiso)
- 2007 : Super flic : Sergent Tony Fisher (Kevin Eldon (en))
- 2007 : Gangster américain : le général Khun Sa (Ric Young)
- 2007 : Elizabeth : L'Âge d'or : William Walsingham (Adam Godley)
- 2007 : Infaillible : Eaton (Shaughan Seymour)
- 2008 : Les Chroniques de Narnia : Le Prince Caspian : Chasseur-de-Truffes le blaireau (Ken Stott) (voix)
- 2008 : Australie : l'administrateur Allsop (Barry Otto)
- 2008 : Le roi Scorpion : L'avènement d'un guerrier : Baldo (Jeremy Crutchley)
- 2008 : Mon nom est Bruce : Wing (Ted Raimi)
- 2008 : Des gars modèles : Martin Gary (A. D. Miles (en))
- 2009 : La Course vers la montagne ensorcelée : Matt (Kevin Christy)
- 2009 : L'Assistant du vampire : Mr. Kersey (Patrick Breen)
- 2009 : La Proposition : le président Bergen (Michael Nouri)
- 2010 : Universal Soldier : Régénération : Dr Colin (Kerry Shale)
- 2010 : Le Loup-garou : Révérend Fisk (Roger Frost)
- 2010 : Les Dames de Dagenham : Eddie O'Grady (Daniel Mays)
- 2011 : Prêtre : le vendeur ambulant (Brad Dourif)
- 2013 : Rush : Stirling Moss (Alistair Petrie)
- 2013 : Film de peur 5 : Pierre (J. P. Manoux)
- 2014 : 300 : La Naissance d'un empire : Éphialtès (Andrew Tiernan)
- 2014 : Délivrez-nous du mal : Mick Santino (Sean Harris)
- 2014 : Les Gardiens de la Galaxie : le courtier (Christopher Fairbank)
- 2014 : Get on Up : Nafloyd Scott (Aloe Blacc)
- 2015 : Dalton Trumbo : Hymie King (Stephen Root)
- 2015 : Garçons d'honneur inc. : Endo / Rambis (Aaron Takahashi)
- 2016 : Alice de l'autre côté du miroir : Wilkins (Matt Vogel)
- 2016 : Docteur Strange : Étienne, le chirurgien réticent (Guillaume Faure)
- 2016 : 31 : Doom Head (Richard Brake)
- 2016 : Le Livre de la jungle : Ikki (Garry Shandling) (voix)
- 2016 : Monstres sur roues : Sheriff Rick (Barry Pepper)
- 2016 : La Grande Muraille : Général Shao (Hanyu Zhang)
- 2016 : L'Infiltré : Steve Cook (Tom Vaughan-Lawlor)
- 2017 : Décadence : L'Héritage : Ryan (Paul Braunstein)
- 2017 : L'Heure la plus sombre : Neville Chamberlain (Ronald Pickup)
- 2017 : Le Post : Ben Bagdikian (Bob Odenkirk)
- 2019 : Midway : commandant Joseph Rochefort (Brennan Brown)
- 2019 : Hérésie : Rodolfo (Alessandro Fabrizi)
- 2020 : Les Évadés de Prétoria (Escape from Pretoria) : Denis Goldberg (Ian Hart)
- 2020 : Le Rythme de la vengeance : Leon Giler (Max Casella)
- 2020 : Suspect numéro un : Arthur (J. C. MacKenzie)
- 2020 : Le Père Noël doit mourir : Elf 7 (Eric Woolfe)
- 2021 : Croisière dans la jungle : Sir James Hobbs-Cunningham (Andy Nyman)
- 2021 : Basket spatial : Une nouvelle ère : Bugs Bunny (Jeff Bergman) (voix)

#### Films d'animation
- 1987 : Le Pacha à Beverly Hills : Firlut
- 1994 : Poucette : Prince Cornelius
- 1995 : Histoire de jouets : Rex
- 1997 : Les Chats ne dansent pas : Rex
- 1997 : Hercule : Panique
- 1997 : La Belle et la Bête : Un Noël enchanté : Piccolo
- 1998 : Le Roi lion 2 : La Fierté de Simba : Nuka
- 1998 : Rudolph, le petit renne au nez rouge : Le Film : Boune
- 1998 : Pokémon, le premier film : Meowth
- 1998 : La Nuit des Mille Miettes : Ned
- 1999 : South Park : Plus grand, plus long et sans coupure : Lecteur de nouvelles / Le Taupe / Ministre Canadien du cinéma / Conan O'Brien / Billy Baldwin
- 1999 : Histoire de jouets 2 : Rex
- 2000 : Le Lion d'Oz : L'épouvantail
- 2000 : Pokémon : Le film 2000 : Meowth
- 2000 : Le film de Tigrou : Coco Lapin
- 2000 : Un empereur nouveau genre : le paysan parlant à Yzma
- 2001 : Pokémon : Le retour de Mewtwo : Meowth
- 2001 : Pokémon 3 : Le Film : Meowth
- 2001 : La Belle et le Clochard 2 : L'Aventure de Scamp : François
- 2001 : Shrek : Tibiscuit
- 2001 : Monstres, Inc. : Rex
- 2002 : Cendrillon 2 : La Magie des rêves : Jaq
- 2002 : Pokémon 4 : Pour toujours : Meowth
- 2002 : Lilo et Stitch : Pleakley
- 2003 : Pokémon 5 : Les héros : Meowth
- 2003 : Le grand film de Porcinet : Coco Lapin
- 2003 : Stitch ! Le film : Pleakley
- 2003 : Mon frère l'ours : Tamia
- 2004 : Pokémon 6: Jirachi, le génie des vœux : Meowth
- 2004 : La ferme de la prairie : Lucky Jack
- 2004 : Les Incroyable : un policier
- 2004 : Shrek 2 : Tibiscuit
- 2005 : Pokémon : Destinée Deoxys : Meowth
- 2005 : Lilo et Stitch 2 : Stitch fait clic : Pleakley
- 2005 : La Véritable Histoire du Petit Chaperon rouge : Twitchy
- 2005 : Inspecteur Gadget le super détective : Inspecteur Gadget
- 2006 : Nos voisins, les hommes : Lou
- 2007 : Shrek le troisième : Tibiscuit
- 2007 : Ratatouille : voix additionnelles
- 2007 : Cendrillon 3 : Les Hasards du temps : Jaq
- 2008 : Incroyables fables : 3 cochons et un bébé : Sandy
- 2008 : Horton entend un qui! : un singe Wickersham
- 2008 : Le Conte de Desperaux : Furlough
- 2008 : Cinglé de professeur 2 : Face à la peur : Tad
- 2008 : Volt : Tom
- 2009 : Opération G-Force : Bucky
- 2010 : Scooby-Doo : Abracadabra : Scooby-Doo
- 2010 : Alpha et Oméga : Paddy
- 2010 : Shrek 4 : Il était une fin : Tibiscuit
- 2010 : Histoire de jouets 3 : Rex
- 2011 : Le retour du petit chaperon rouge ! La contre-attaque : Twitchy
- 2011 : Les Bagnoles 2 : Acer
- 2011 : Vacances hawaïennes : Rex / Rexing ball
- 2012 : Frankenweenie : M. Edward Frankenstein
- 2012 : Hôtel Transylvanie : Griffin
- 2012 : Les Mondes de Ralph : Eugène
- 2012 : Mini Buzz : Rex / Fantôme Burger
- 2012 : Rex, le roi de la fête : Rex
- 2013 : Alpha et Oméga 2 : Paddy
- 2013 : Turbo : Chet
- 2013 : Histoire de jouets : Angoisse au motel : Rex
- 2014 : Alpha et Oméga 3 : Paddy
- 2014 : Alpha et Oméga 4 : Paddy
- 2014 : Les Avions: les pompiers du ciel : Maru
- 2014 : Opération noisettes : Solo
- 2014 : Le Film Lego : C-3PO
- 2014 : Histoire de jouets : Hors du temps : Rex
- 2015 : Hôtel Transylvanie 2 : Griffin
- 2015 : Alpha et Oméga : Les vacances en famille : Paddy
- 2015 : Sens dessus dessous : Bing Bong
- 2016 : Alpha et Oméga : À la recherche des dinos : Paddy
- 2016 : Party de saucisse : Gum
- 2016 : Chantez ! : Günther
- 2016 : Alpha et Oméga: Le grand frrroid : Paddy/Digger
- 2016 : Trouver Doris : Coquille solitaire
- 2016 : Ballerina : Louis Mérante, M.Luteau
- 2017 : Alpha et Oméga: Voyage au Royaume des ours : Paddy
- 2017 : Opération noisettes 2 : Solo
- 2018 : Hôtel Transylvanie 3 : Les vacances d'été : Griffin
- 2018 : Ralph brise l'Internet : Eugene / C-3PO
- 2019 : Histoire de jouets 4 : Rex
- 2019 : La Famille Addams : Oncle Fester
- 2020 : Scooby ! : Scooby-Doo
- 2021 : Spirit : L'Indomptable : Horseshoe
- 2021 : Chantez! 2 : Günther
- 2022 : Le Chat potté : Le dernier vœu : P’tit biscuit

### Télévision

#### Téléfilms
- Daniel Parker dans :
  - Spenser: Le Piège (1994) : Spike
  - Spenser: Cité Sauvage (1995) : Spike

- 2000 : Le traqueur : Jack Cicollini (Jason Blicker)
- 2005 : 1905 : le mystérieux homme barbu (Gabriel Boucheron)
- 2005 : Bob le majordome : Bob Tree (Tom Green)
- 2009 : Scooby-Doo : L'Origine du mystère : Scooby-Doo (Frank Welker) (voix)

#### Séries télévisées
- 2001-2003 : Zoboomafoo : Zoboomafoo (Gord Robertson) (voix)
- 2007-2008 : Intelligence : Dick Royden (David Patrick Green)
- 2011 : Les Kennedy : Robert Francis Kennedy (Barry Pepper)
- 2014-2015 : Hemlock Grove : Dr Norman Godfrey (Dougray Scott)

#### Séries télévisées d'animation
- depuis 1990 : Les Simpson : Kearney Zzyzwicz / Tahiti Mel / 2e voix de Hans Taupeman
- 1996-2001 : Arthur : le père de Molly
- 1999 : Les Ailes du dragon : ?
- 1999-2000 : Frissons : Maurice
- 1999-2001 : Angela Anaconda : Monsieur Pete-Sec
- 2000-2002 : Eckhart : Antoine
- 2001 : L'Île de la tortue : First Mate Zero
- 2001-2007 : Sacré Andy ! : Maire Roth
- 2002-2003 : Sagwa : Fou-Fou
- 2002-2004 : RoboBlatte : Richard Grosbonnet
- 2004-2006 : Le roi, c'est moi : ?
- 2005 : Station X : Shawn
- 2005-2008 : Classe des Titans : Hermès
- 2005-2011 : Johnny Test : Dukey
- 2005-2011 : Carl au carré : Jay Lenoir
- 2007-2008 : Bakugan Battle Brawlers : Preyas / Angelo-Diablo / Airzel
- 2007-2008 : Ruby Gloom : Lulu Lafrousse
- 2008-2009 : Will et Mathis : Mathis
- 2010-2014 : Sid, le petit scientifique : Papa
- 2011 : Justin Rêve : Squidgy
- 2011-2013 : Super Académie : Drilliam Shakespeare
- 2011-2015 : Les Chroniques de Matt Hatter : Craw
- depuis 2011 : Les Frères Kratt : Zach Varmitech
- 2013-2014 : Eddy Noisette : Nestor
- 2014 : Star Wars Rebelles : C-3PO
- 2014-2015 : Mon derrière perd la tête : Prince
- 2015 : Pirate Express : Gordon
- depuis 2015 : Kate et Mim-Mim : Tach / Père
- 2016-2017 : George de la jungle : Max, le gorille (2e voix)
- depuis 2017 : Ollie et le Monstrosac : le capitaine Wowski
- 2018 : Pète le vœu : Capitaine Abdos
- 2018-2019 : Cupcake et Dino : Services en tout genre : Oncle Chance
- depuis 2019 : Tuca and Bertie : Holland
- depuis 2021 : What If...? : Dr Arnim Zola / le général Thaddeus « Thunderbolt » Ross
- depuis 2024 : Batman, le justicier masqué : Alfred Pennyworth (doublage en version québécoise)